# Candide (papillon)
Colias  phicomone
Pour les articles homonymes, voir Candide (homonymie).
Espèce
Statut de conservation UICN

 NT  : Quasi menacé
Le Candide (Colias  phicomone) est une espèce de lépidoptères de la famille des Pieridae et de la sous-famille des Coliadinae.

## Systématique
L'espèce Colias phicomone a été décrite par le naturaliste allemand Eugen Johann Christoph Esper en 1780, sous le nom initial de Papilio phicomone.

### Synonymes
Selon l'INPN :
- Papilio phicomone Esper, 1780
- Colias phicomone oberthueri Verity, 1909

### Sous-espèces
Funet cite les sous-espèces suivantes :
- Colias phicomone phicomone (Esper, 1780) — dans les Alpes, le Nord de l'Italie et les Carpates.
- Colias phicomone juliana Hospital, 1948 — dans les monts Cantabriques.
- Colias phicomone oberthueri Verity, 1909 — dans les Pyrénées.
- Colias phicomone phila Fruhstorfer, 1903 — au Cachemire.

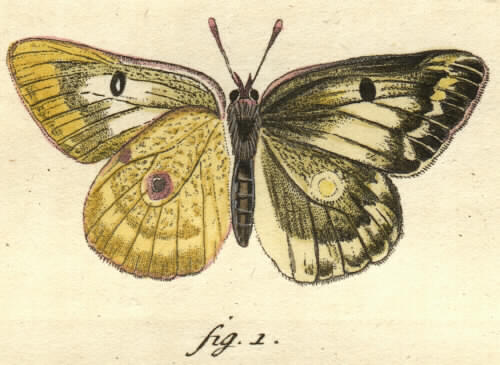
Colias phicomone en coupe,
à gauche la femelle, à droite, le mâle.

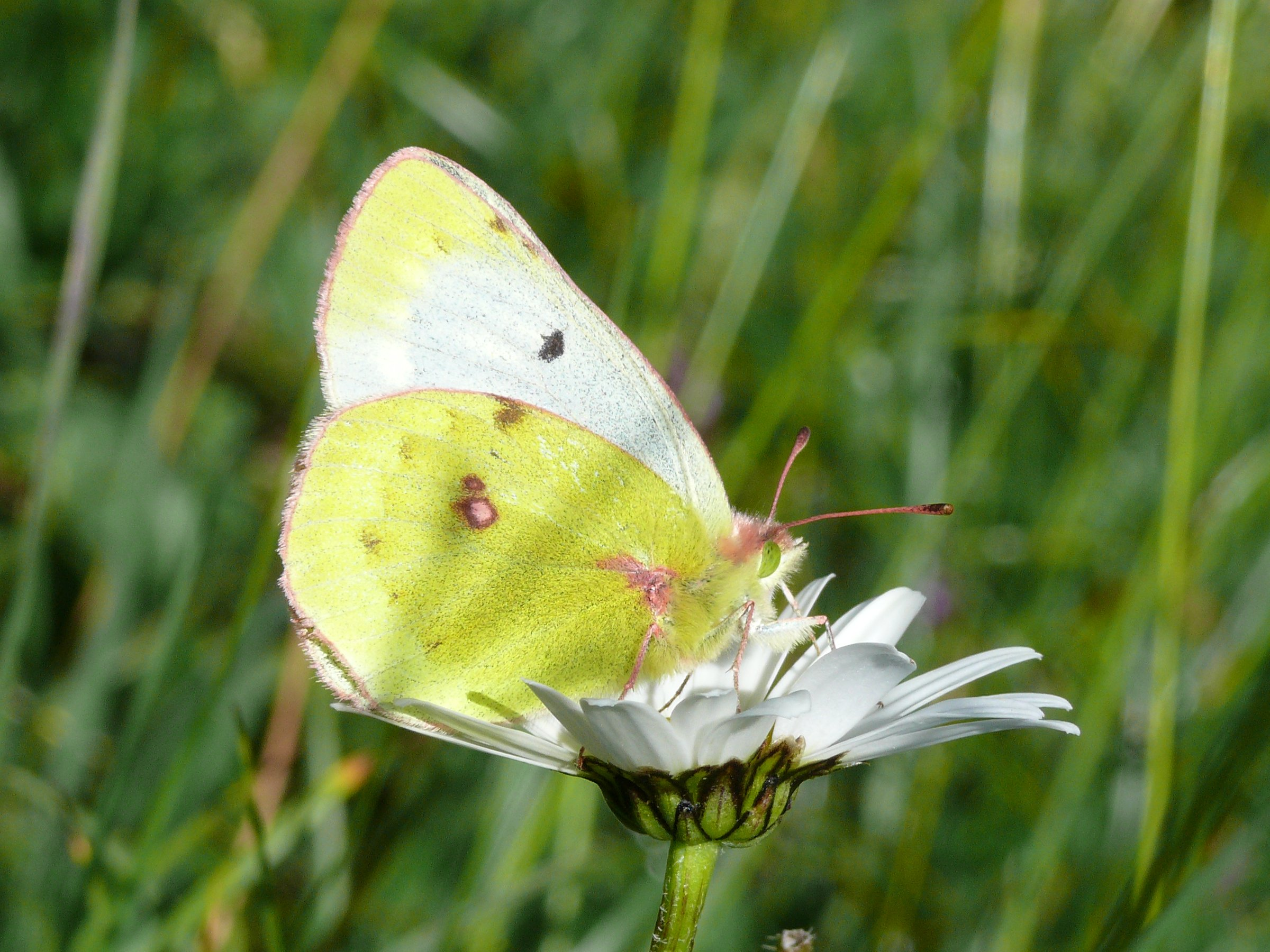
Colias phicomone

## Noms vernaculaires
- En français : le Candide, le Soufré des montagnes[3].
- En anglais : Mountain Clouded Yellow[1].
- En allemand : Alpen-Gelbling ou Grünlicher Heufalter[1].
- En néerlandais : bergluzernevlinder.

## Description

### Imago
Le Candide est un papillon de taille moyenne. Le mâle est de couleur jaune pâle, la femelle presque blanche, tous les deux ont leurs ailes sur les deux faces bordées d'une frange rouge, avec un point noir ou blanc au centre de l'aile antérieure.
Le revers de l'aile antérieure est blanc verdâtre à apex jaune alors que le revers de l'aile postérieure est jaune envahi de gris.

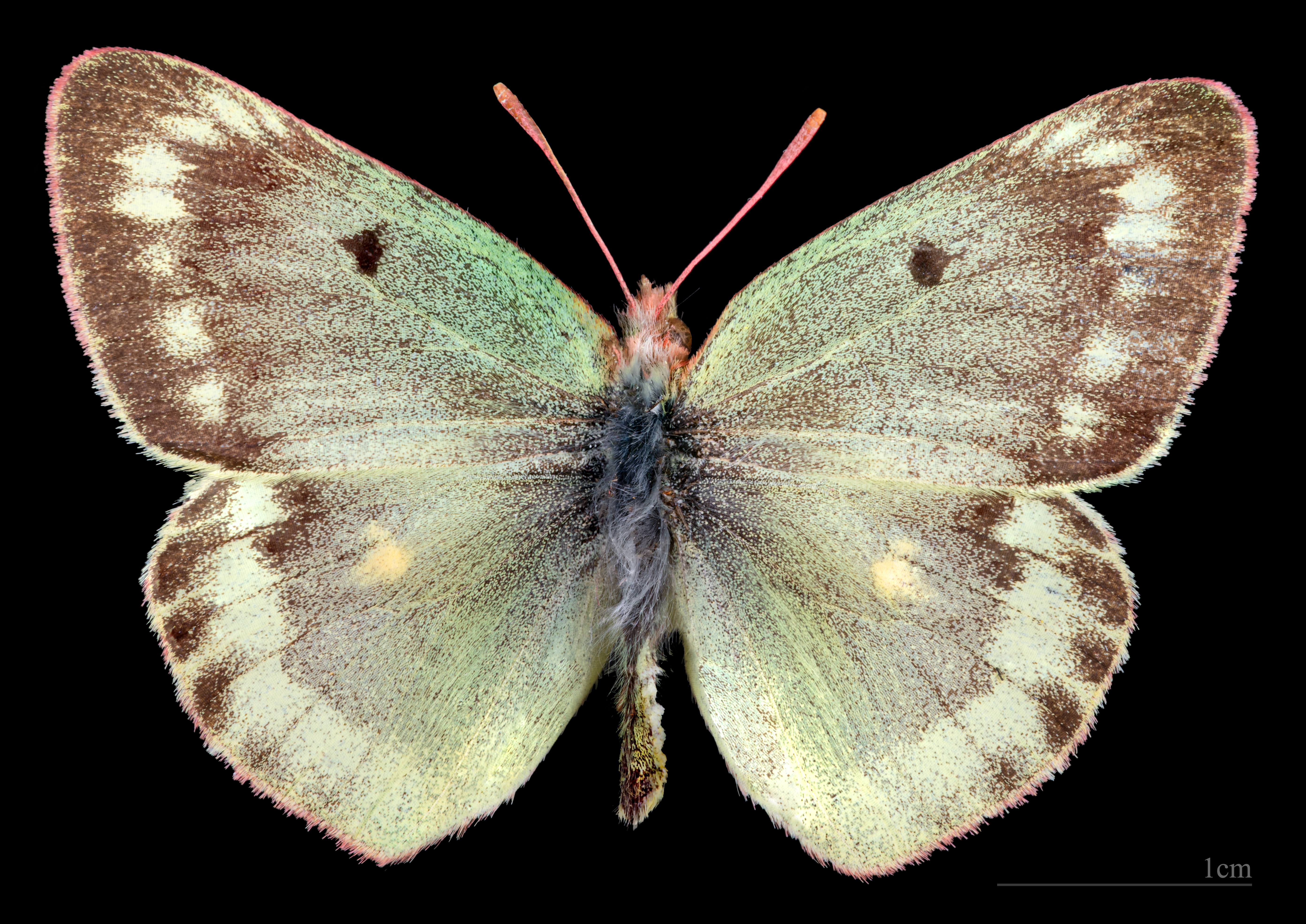
Colias phicomone ♂   MHNT
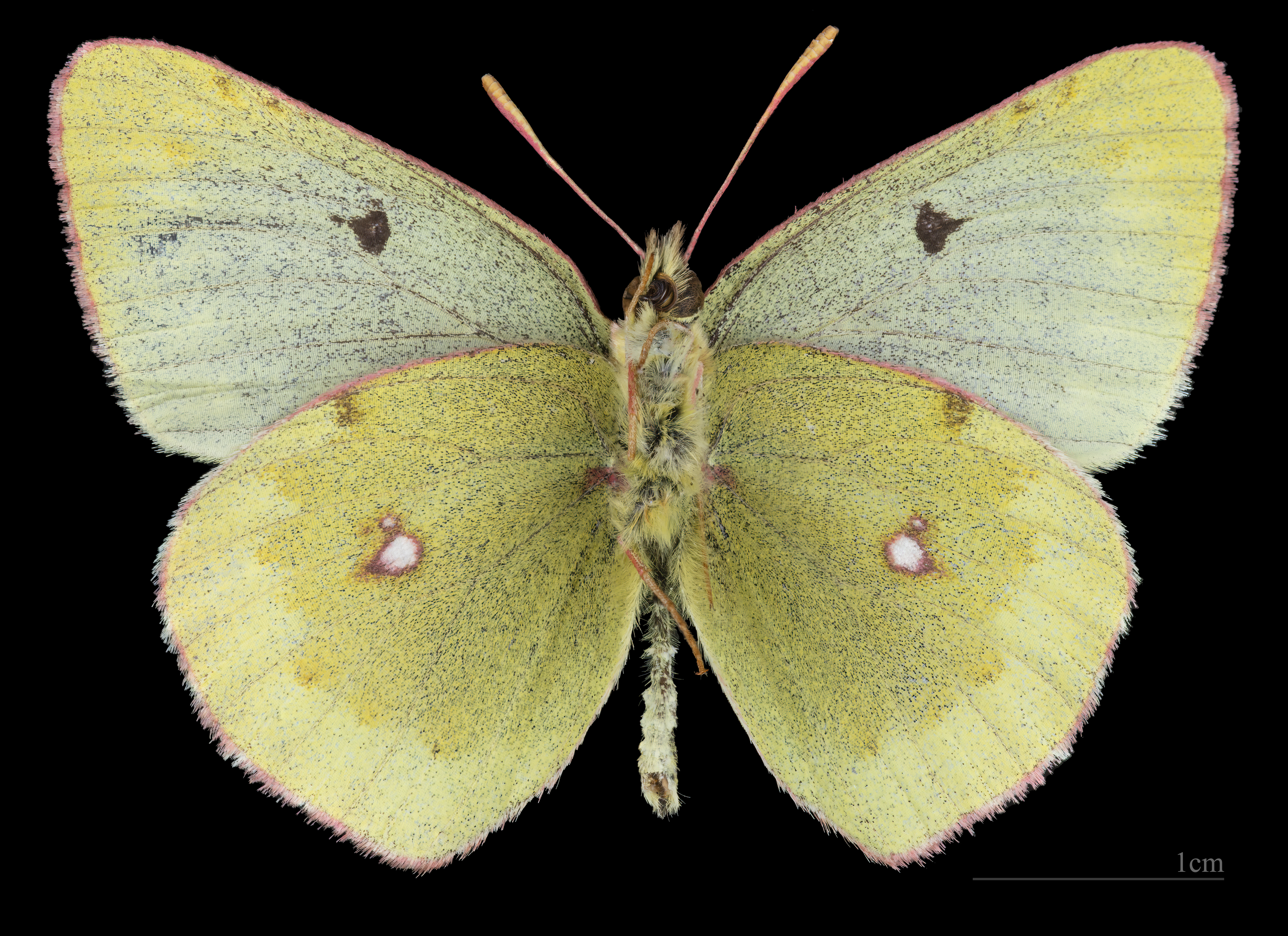
Colias phicomone ♂   △ MHNT
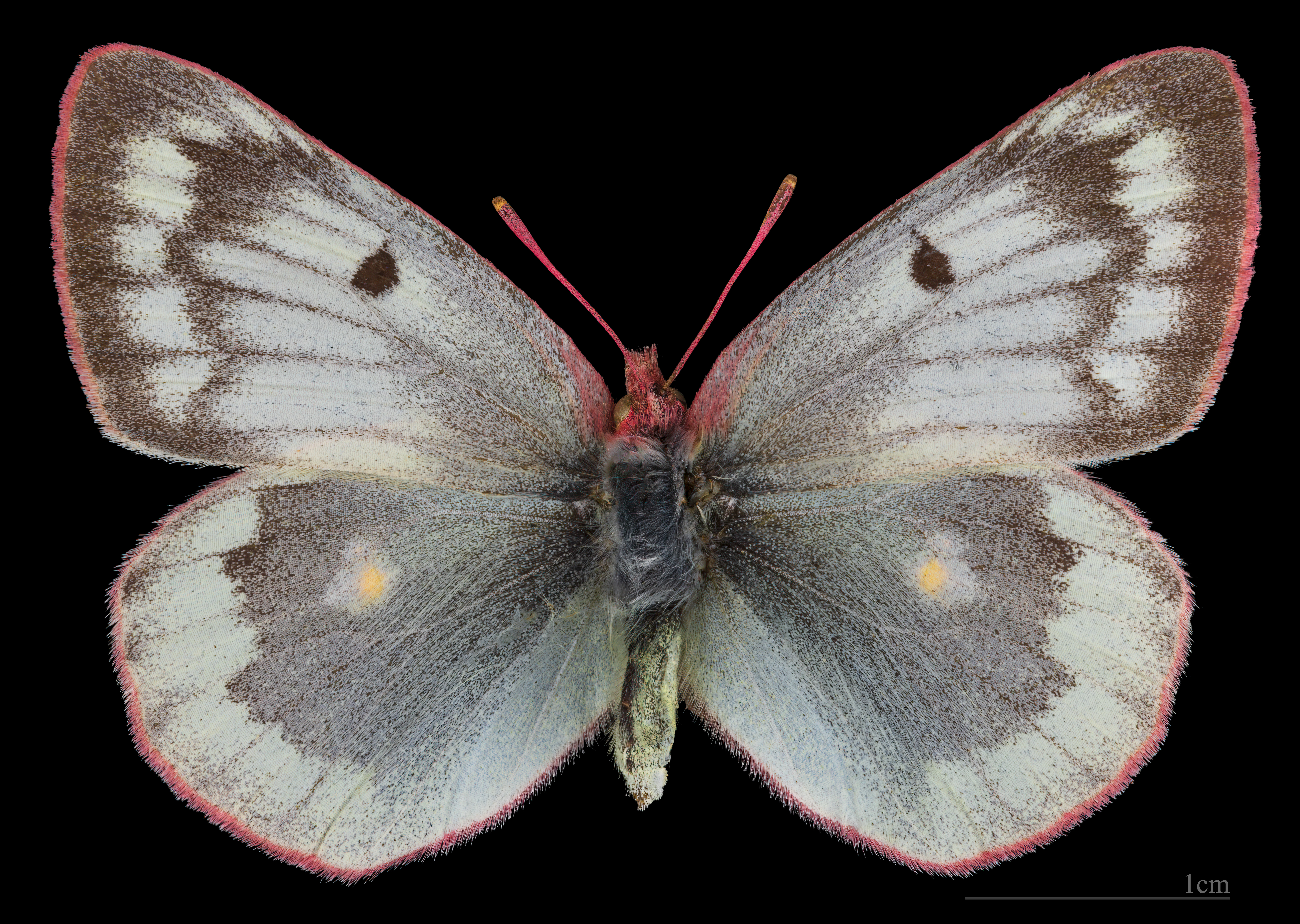
Colias phicomone ♀  MHNT
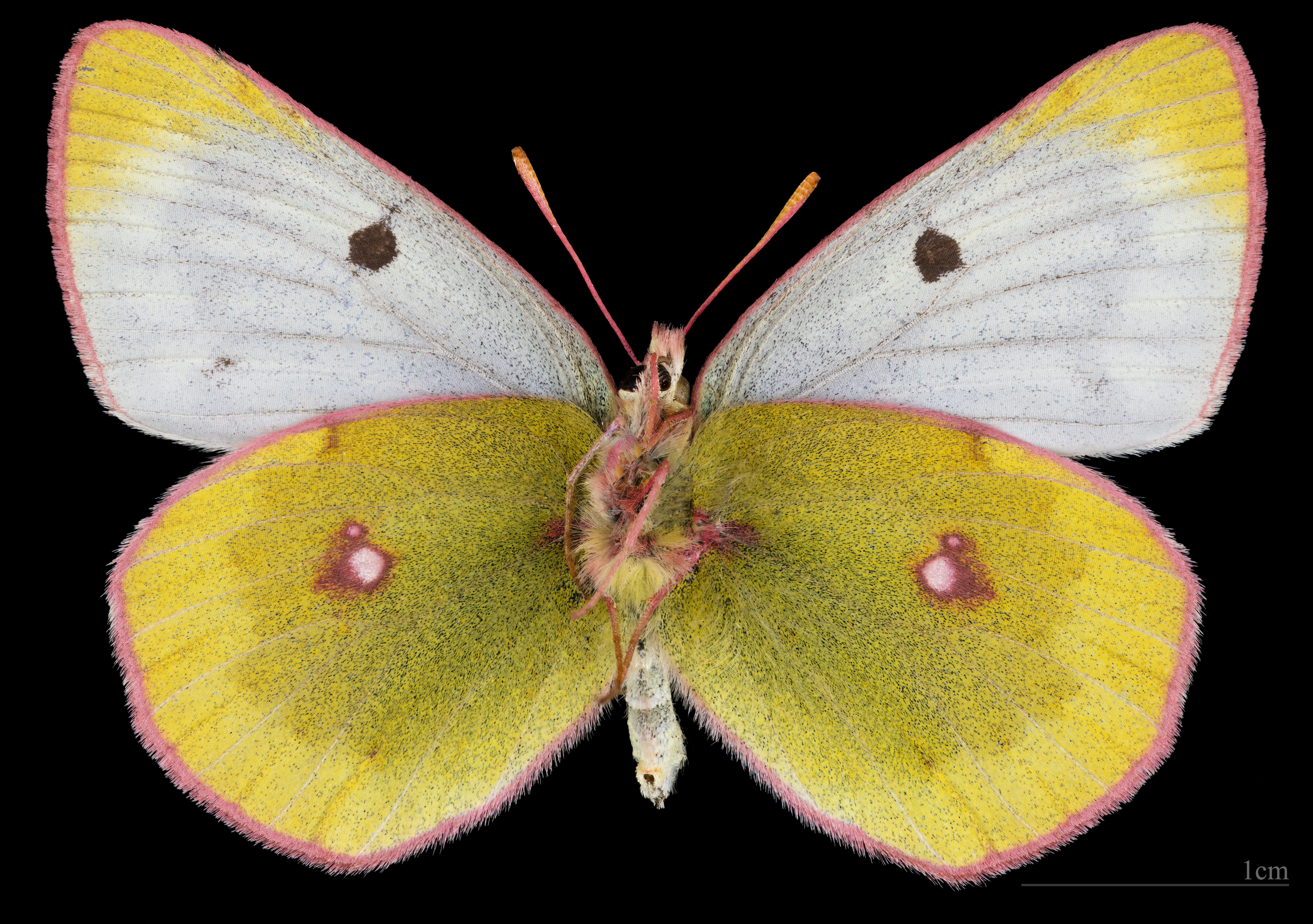
Colias phicomone ♀  △ MHNT

#### Espèce ressemblante
Colias nastes lui ressemble mais c'est une espèce circumpolaire, leurs aires de répartition sont donc différentes.

### Chenille
Les œufs éclosent vite en environ dix jours, et donnent des chenilles bleu-vert à poils courts noirs, ornées d'une fine raie jaune très clair sur les côtés..

## Biologie

### Période de vol et hivernation
C'est la chenille qui hiverne, le plus souvent sous la neige et directement au pied de sa plante hôte.
Le Candide vole de juin à août, en une seule génération, parfois deux dans les régions les plus au sud, la seconde génération vole alors en septembre.

### Plantes hôtes
Les plantes hôtes de sa chenille sont Lotus corniculatus, Trifolium repens et Hippocrepis comosa.

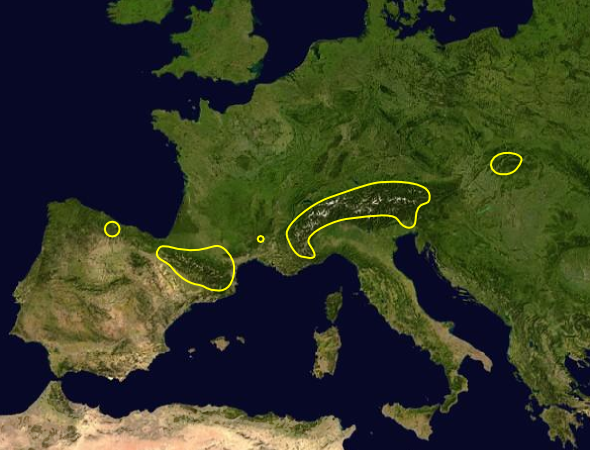
carte de distribution du Candide

## Distribution et biotopes

### Aire de répartition
En Europe, le Candide est présent à haute altitude dans les Pyrénées, les Alpes et les monts Cantabriques. Il serait aussi présent au Cachemire. 
En France, il est présent dans treize départements des Alpes et des Pyrénées

### Biotope
Le Candide est inféodé aux prairies alpines et subalpines au-dessus de 1800 mètres d'altitude.

## Protection
Il n'a pas de statut de protection spécifique[réf. souhaitée].

### Liens taxonomiques
- (fr) INPN : Colias phicomone (Esper, 1780) (TAXREF)
- (en) FUNET Tree of Life : Colias phicomone
- (en) UICN : espèce Colias phicomone (Esper, 1780) (consulté le 17 mai 2015)
- (en) Tree of Life Web Project : Colias phicomone
- (en) Catalogue of Life : Colias phicomone (Esper, 1780) (consulté le 15 décembre 2020)
- (en) Fauna Europaea : Colias phicomone (Esper, 1780) (consulté le 21 mars 2023)
- (en) NCBI : Colias phicomone (taxons inclus)